# Bund (partia)

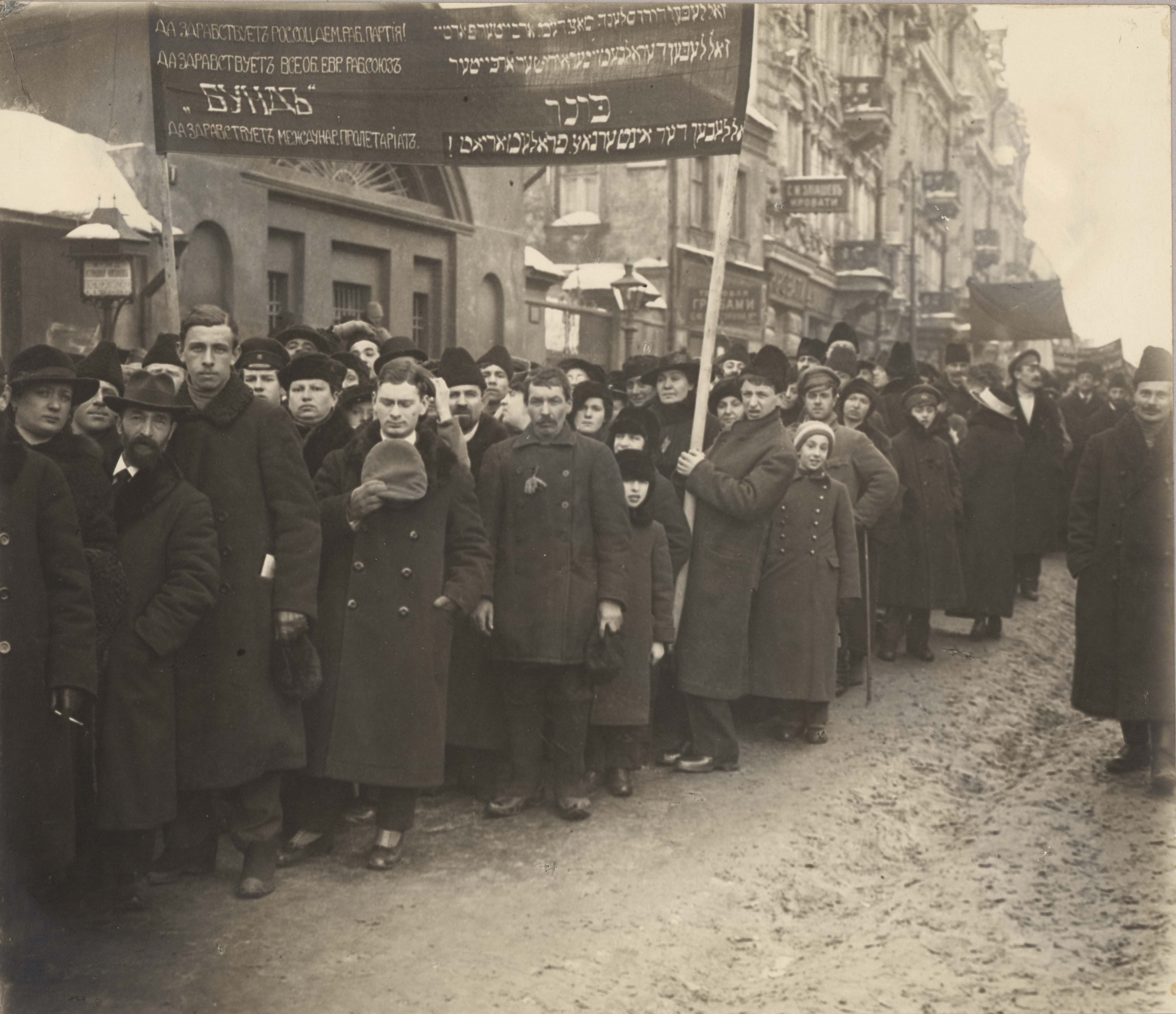
Demonstracja Bundu w 1917 r.

Bund (jid. ‏בונד‎ – „Związek”; pełna nazwa – jid. ‏אַלגעמײַנער ייִדישער אַרבעטער בונד אין ליטע, פּוילן און רוסלאַנד‎, Algemejner Jidiszer Arbeter Bund in Lite, Pojln un Rusland, pol. Powszechny Żydowski Związek Robotniczy na Litwie, w Polsce i Rosji, ros. Всеобщий еврейский рабочий союз в Литве, Польше и России) – istniejąca w latach 1897–1948 lewicowa, antysyjonistyczna partia żydowska działająca w kilku państwach europejskich w okresie od lat 90. XIX wieku do drugiej połowy lat 40. XX wieku. Bund stanowił autonomiczną część Socjaldemokratycznej Partii Robotniczej Rosji w latach 1898–1903 i 1906–1912.
Organizacyjne pozostałości po tym ugrupowaniu wciąż prowadzą działalność w USA, Kanadzie, Australii i Wielkiej Brytanii. Członek Bundu w języku jidysz nazywany był bundist (bundistn w liczbie mnogiej).

## Ideologia
Bund był partią lewicowo-socjalistyczną, opowiadającą się za głęboką demokracją i uspołecznieniem środków produkcji, lokującą się w tradycji demokratycznego marksizmu. Bund opowiadał się za kulturalną autonomią dla Żydów wschodnioeuropejskich, utworzeniem laickiego szkolnictwa i wspieraniem kultury w języku jidysz. Bundowcy wierzyli, że dzięki temu Żydzi nie ulegną asymilacji i zachowają swoją odrębność. Bund był partią antysyjonistyczną (przeciwną ruchowi na rzecz powrotu do Palestyny) oraz antyreligijną – w opozycji do opartego na religijnej ortodoksji Agudas Israel, traktującego Żydów jako wspólnotę wyznaniową, a nie narodową, Bund uważał Żydów za odrębny naród, posiadający własną kulturę.

## Historia

### Początki
Bund został założony 7 października 1897 roku w Wilnie. Celem tego ugrupowania było zjednoczenie wszystkich żydowskich (litwaków) robotników Imperium Rosyjskiego w jednej, socjalistycznej partii. W skład Imperium Rosyjskiego wchodziły wówczas tereny dzisiejszych państw takich jak Litwa, Łotwa, Białoruś, Ukraina i większość terytorium obecnej Polski. Były to obszary, na których zamieszkiwała wówczas większość wszystkich Żydów na świecie. Początkowo Bund dążył więc do tego, aby przyłączyć się do szerszego ruchu socjaldemokratycznego i współtworzyć demokratyczną i socjalistyczną Rosję. Żyjący w takim państwie Żydzi mieli zostać oficjalnie uznani za naród i otrzymać status pełnoprawnej mniejszości narodowej.

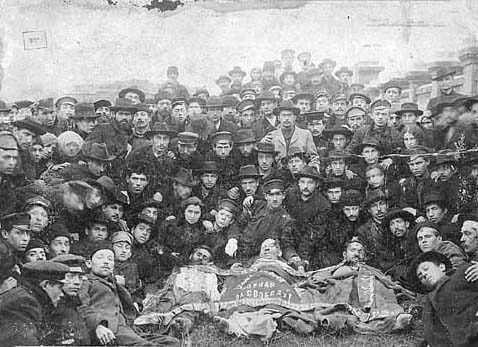
Członkowie Bundu z ciałami swoich trzech towarzyszy, zabitych w Odessie w czasie rewolucji 1905 roku w Rosji

W 1898 roku partia weszła w skład Socjaldemokratycznej Partii Robotniczej Rosji, stając się jedną z organizacji założycielskich na I Kongresie w Mińsku w marcu 1898 roku. Do 1903 Bund był autonomiczną częścią SDPRR. Przez ten czas postrzegany był jako reprezentacja Żydów wewnątrz SDPRR, pomimo tego jednak wielu rosyjskich socjalistów o żydowskich korzeniach, zwłaszcza pochodzący spoza tzw. Strefy Osiedlenia, wstąpiło bezpośrednio do SDPRR.
Na II Kongresie SDPRR, który odbył się w Brukseli i Londynie w sierpniu 1903 roku, autonomiczna pozycja Bundu w ramach organizacji została zanegowana przez większość delegatów. W odpowiedzi przedstawiciele Bundu opuścili obrady kongresu i doszło do wyjścia tej partii z SDPRR. Był to jeden z wielu rozłamów, jakie nastąpiły później w łonie rosyjskiego ruchu socjalistycznego. Bund formalnie ponownie połączył się z SDRPP, kiedy to wszystkie frakcje zjednoczyły się na IV Kongresie w Sztokholmie, który odbył się w kwietniu 1906 roku. Pomimo tego partia zachowała pewną niezależność. Bund generalnie opowiadał się za linią programową mienszewickiej frakcji, przewodzonej przez Julija Martowa, a przeciwko frakcji bolszewickiej Włodzimierza Lenina.
Bundowcy tworzyli organizacje walczące z pogromami oraz urzędowym antysemityzmem czarnej sotni. Okres największej popularności partii to czas rewolucji w 1905 roku, Bund był aktywny w dzisiejszych miastach białoruskich. Później nastąpił silny kryzys w szeregach organizacji, spowodowany znacznym spadkiem liczby członków, wywołanym przez emigrację Żydów z terenów cesarstwa rosyjskiego.
W 1910 roku powstała młodzieżowa organizacja partii, Cukunft (Przyszłość).
W 1915 Bund podzielił się na dwie samodzielne partie: rosyjską i polską. Rosyjski Bund poparł zdecydowanie rewolucję lutową w 1917 roku, podobnie jak inne socjalistyczne partie rosyjskie. Nie wsparł jednak przewotu bolszewickiego (rewolucji październikowej), w wyniku którego bolszewicy przejęli władzę w Rosji. Podobnie jak mienszewicy i inne nie-bolszewickie ugrupowania, Bund wzywał do zebrania Konstytuanty. Czołowym ówczesnym działaczem bundowskim w Piotrogrodzie był Michaił Liber, który został później aresztowany na rozkaz Lenina. Wojna domowa w Rosji oraz zwiększający się antysemityzm owocujący kolejnymi pogromami urządzanymi przez nacjonalistów i „Białych”, sprawiły, iż Bund zmuszony był uznać rząd radziecki. Wielu członków partii walczyło w szeregach Armii Czerwonej. Efektem tego był rozłam, kiedy to lewe skrzydło Bundu przyłączyło się do bolszewików (później podobnie postąpiło centrum partii pod przywództwem Mojsze Rafesa). Na Ukrainie przez krótki czas działał Komunistyczny Bund. W 1922 roku rosyjski Bund zakończył swą działalność jako niezależne ugrupowanie. Wielu byłych bundystów stało się ofiarami stalinowskich czystek w latach 30.

### Bund w Polsce

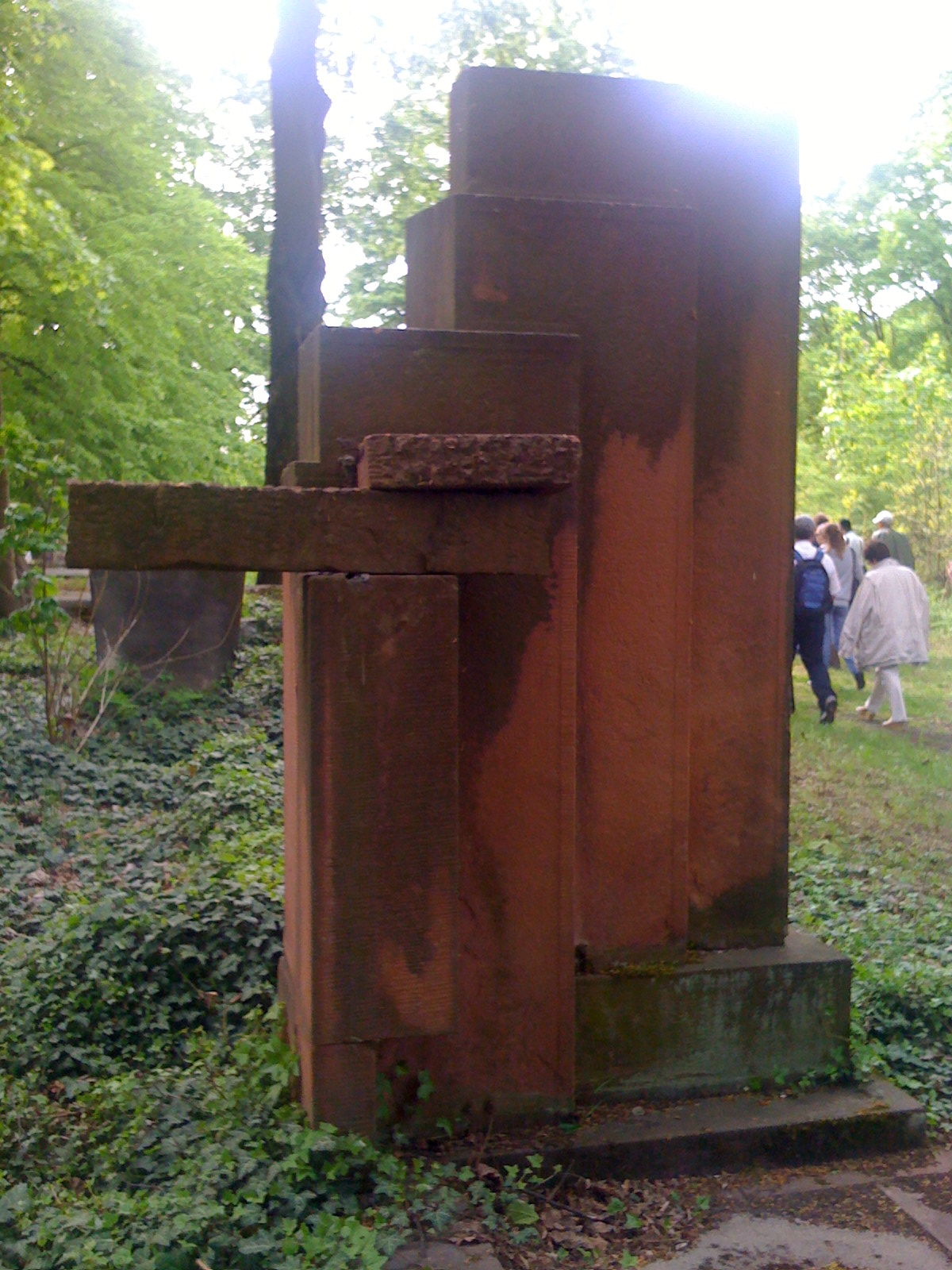
Nagrobek łódzkiego działacza Bundu, Izraela Lichtensteina na cmentarzu żydowskim w Łodzi, którego formę tworzą litery przestrzenne, składające się na słowo Bund

Tuż przed odzyskaniem przez Polskę niepodległości, Bund zorganizował na jej terenie dwie nielegalne konferencje partyjne: w 1917 i 1918 roku. Partia wzięła także udział w pierwszych wyborach parlamentarnych w 1919 roku. W 1920 miała miejsce kolejna konferencja krajowa, podczas której doszło do zjednoczenia z Żydowską Partią Socjaldemokratyczną, działającą od 1905 r. w dawnym zaborze austriackim głównie na terenie Galicji.
W tym czasie w łonie organizacji zaczęły rysować się silne podziały ideologiczne. Przedmiotem sporu był stosunek żydostwa do takich kwestii jak np. dyktatura proletariatu, demokracja parlamentarna, II Międzynarodówka. Część działaczy opowiedziała się za przystąpieniem do III Międzynarodówki, jednakże postulat ten został odrzucony przez większość zgromadzonych. Z tego powodu na początku lat 20. oderwała się od partii tzw. grupa kombundowska, która następnie wstąpiła w szeregi Komunistycznej Partii Polski. Pomimo tego spory programowe miały miejsce także później, w latach 30.
W okresie wojny polsko - bolszewickiej 1920 roku władze polskie internowały przywódców Bundu oraz zamknęły wszystkie pisma partii, a także rozwiązywały stowarzyszenia i organizacje związkowe pozostające pod wpływami partii.
Bund należał do Paryskiego Biura Rewolucyjnych Socjalistycznych Partii, jednak w czerwcu 1930 roku, na zjeździe partyjnym w Łodzi zadecydowano, iż przystąpi on do II Międzynarodówki Socjalistycznej. 14 lutego to data uchwalenie rezolucji ideowej, będącej programem partii. Bund uznawał się w niej za socjalistyczną partię żydowskiej klasy robotniczej i organiczną część ruchu socjalistycznego w Polsce i na świecie. Krytykowano Związek Radziecki i politykę komunistów, równocześnie wzywając do współpracy z nimi. Bund uznawał, że narodowe i społeczne wyzwolenie mas żydowskich nastąpi wraz z upadkiem kapitalizmu. Syjonizm postrzegano jako utopię, zaś w środowiskach ortodoksyjnych widziano przeszkodę w drodze do postępu. Żądano zniesienia wszelkich ograniczeń wobec ludności żydowskiej, domagając się jej pełnego równouprawnienia, a także swobodnego rozwoju świeckiej kultury żydowskiej.
W tym czasie wpływy Bundu w Polsce środkowej i południowo-wschodniej były bardzo znaczne. Partia posiadała własną sieć organizacji kulturowych i społecznych, skupiających m.in. kobiety, osoby uprawiające sport, dzieci. Istniały także bundowskie żydowskie związki zawodowe i partyjne spółdzielnie. Organem prasowym partii był dwutygodnik „Nowe Życie”.
Najbardziej znanymi członkami Bundu w okresie międzywojennym byli m.in. Wiktor Alter, Henryk Ehrlich, Maurycy Orzech i Szmul Zygielbojm.
Twórcą hymnu Bundu, pieśni Di Szwue („Przysięga”), był Szymon Anski.

#### Struktura
Organizacja partyjna opierała się na grupach miejscowych, będących najmniejszymi komórkami organizacyjnymi. Każda grupa miejscowa miała swój komitet partyjny. Najwyższą władzą Bundu był Zjazd Partyjny. Wybierał on Centralny Komitet oraz Radę Partyjną (organ doradczy). W skład Centralnego Komitetu wchodzili delegaci desygnowani przez większe organizacje lokalne partii.
W 1929 roku zmieniono wewnętrzną organizację partii. Radę Partyjną zastąpiła Rada Naczelna. Powoływana ona była przez Zjazd Partyjny. Rada wybierała spośród zasiadających w niej osób, członków Centralnego Komitetu. Przyjęcie uchwały partyjnej wymagało zatwierdzenie jej przez Plenum.

#### II wojna światowa

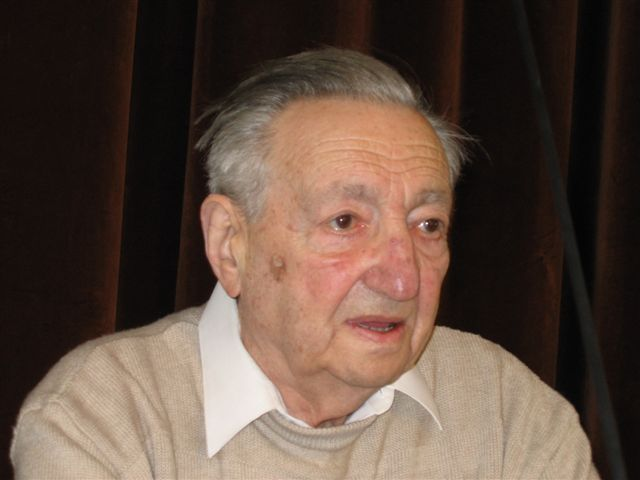
Marek Edelman (1922–2009) – przedwojenny członek Bundu, uczestnik powstania w getcie warszawskim, późniejszy członek opozycji antykomunistycznej i działacz polityczny

Bundowcy podczas II wojny światowej aktywnie organizowali żydowski ruch oporu (np. w powstaniu w getcie warszawskim, walczyli tam m.in. bundowcy Abrasza Blum, Michał Klepfisz i Marek Edelman). Jednakże Bund nie wszedł w skład Bloku Antyfaszystowskiego czy Żydowskiego Komitetu Narodowego, prowadząc jedynie współpracę z ŻKN poprzez organa Żydowskiej Komisji Koordynacyjnej. Bund utworzył kilka oddziałów w ramach Żydowskiej Organizacji Bojowej, działającej na terenie getta warszawskiego. Leon Feiner reprezentował partię w prezydium Rady Pomocy Żydom „Żegota”. W Polskiej Radzie Narodowej pełniącej funkcje emigracyjnego parlamentu, przedstawicielem Bundu był Szmul Zygielbojm, który po upadku powstania w getcie warszawskim, popełnił samobójstwo w proteście przeciw bezczynności aliantów wobec ludobójstwa Żydów. Pozostali przedwojenni liderzy Bundu zginęli zamordowani przez Niemców (Maurycy Orzech) oraz NKWD (Wiktor Alter i Henryk Ehrlich).

#### Po wojnie
Holocaust zdziesiątkował Bund, który jednak niemal od razu po wojnie aktywnie wznowił legalną i jawną działalność. I konferencja partyjna odbyła się już w listopadzie 1944 roku. Bund wziął udział w wyborach parlamentarnych w 1947 roku, tworząc wspólną listę z PPS, co zaowocowało wejściem do parlamentu jednego przedstawiciela Bundu – Michała Szuldenfreia, który wszedł w skład Związku Parlamentarnego Polskich Socjalistów. W ramach uczestnictwa w Centralnym Komitecie Żydów Polskich (CKŻP), Bund stanowił przeciwwagę dla ugrupowań syjonistycznych. Zamiast emigracji do Palestyny, propagował odbudowę społeczności żydowskiej w Polsce. Jednak doświadczenia wojenne spowodowały spadek popularności tego programu – partia liczyła w 1947 roku tylko ok. 1,5 tys. członków.
Pomimo tego osłabienia, Bund nadal prowadził działalność społeczną i kulturalną. Zakładał domy dziecka, kluby, biblioteki, kuchnie ludowe, szkoły, czytelnie, bursy, spółdzielnie itd. Kontynuował także sięgającą swymi korzeniami okresu międzywojennego, współpracę z PPS. Pomoc materialną otrzymywał od funkcjonujących za granicą, zwłaszcza w USA i Francji, organizacji bundowskich. Jednak PPR dążyła do osłabienia wpływów Bundu, rozbicia go i wchłonięcia jego członków. Popierała ona wewnętrzną frakcję w łonie Bundu, opowiadającą się za połączeniem z komunistami. Efektem tego było wstąpienie części Bundu do PPR w 1948 roku. W wyniku tego powstała tzw. Frakcja PZPR przy CKŻP. Ci, którzy nie zgodzili się na takie posunięcia, zostali zmuszeni do migracji lub wyjechali dobrowolnie (głównie do Francji). W tym czasie czołowymi działaczami partyjnymi Bundu byli m.in. Salo Fiszgrund, Szloma Herszenhorn, Ignacy Falk, Gerszon Fogiel, Michał Szuldenfrei.
Zakończenie historii Bundu w Polsce to styczeń 1949 roku. Wówczas to Nadzwyczajny Zjazd partii, zdominowanej już w przeważającym stopniu przez komunistów, opowiedział się za rozwiązaniem partii i złożył samokrytykę swojej poprzedniej działalności. Wezwał także swoich członków do wstępowania do PZPR.
W latach 2013–2014 na terenie Ogrodu Krasińskich w Warszawie przeprowadzono prace archeologiczne w poszukiwaniu archiwum Bundu. W tym celu odsłonięto piwnice kamienic pod przedwojennymi adresami Świętojerska 38 i 40. Archiwum jednak nie odnaleziono.

## Bund dziś
Bund przetrwał obecnie jako niewielki ruch polityczny, działający w kilku żydowskich wspólnotach takich krajach jak USA, Izraelu i Australii. W Wielkiej Brytanii Żydowska Grupa Socjalistyczna twierdzi, iż kontynuuje działalność Bundu. Do lat 70. Bund był pełnoprawnym członkiem Międzynarodówki Socjalistycznej, który to status stracił wskutek nacisków Izraelskiej Partii Pracy.
W 1997 roku obchodzona była setna rocznica powstania Bundu. Uroczystości odbyły się w m.in. Nowym Jorku, Londynie, Warszawie i Brukseli.